# Circuit international de Shanghai
Le circuit international de Shanghai (chinois simplifié : 上海国际赛车场 ; chinois traditionnel : 上海國際賽車場 ; pinyin : Shànghǎi Guójì Sàichēchǎng) est un circuit permanent de sports mécaniques localisé à Shanghai (district de Jiading) en Chine, il a été inauguré le 6 juin 2004. Le Grand Prix de Chine de Formule 1 s'y déroule depuis 2004.
Sa construction a coûté 450 millions de dollars. Il a été conçu, au même titre que les nouveaux circuits de Bahreïn (Circuit international de Bahreïn) et de Malaisie (Circuit international de Sepang), par le designer allemand Hermann Tilke. Contrairement à la croyance populaire, la ressemblance de la forme du tracé avec le caractère chinois shàng (上), signifiant « plus haut » ou « supérieur », n'était pas intentionnelle, mais une pure coïncidence. Il se caractérise, comme tous les circuits d'Hermann Tilke, par une succession de courtes lignes droites et de virages serrés, afin de favoriser les dépassements. Cependant, les grandes courbes rapides qui mettent en avant les qualités de pilotage des pilotes sont absentes.
Le circuit a été également utilisé pour le Grand Prix moto de Chine de 2005 à 2008. Il accueille les championnats australiens de V8 Supercars et de A1 Grand Prix. Chaque année se tiennent également les 6 Heures de Shanghai, manche du Championnat du monde d'endurance FIA.

## Palmarès des Grands Prix de Formule 1

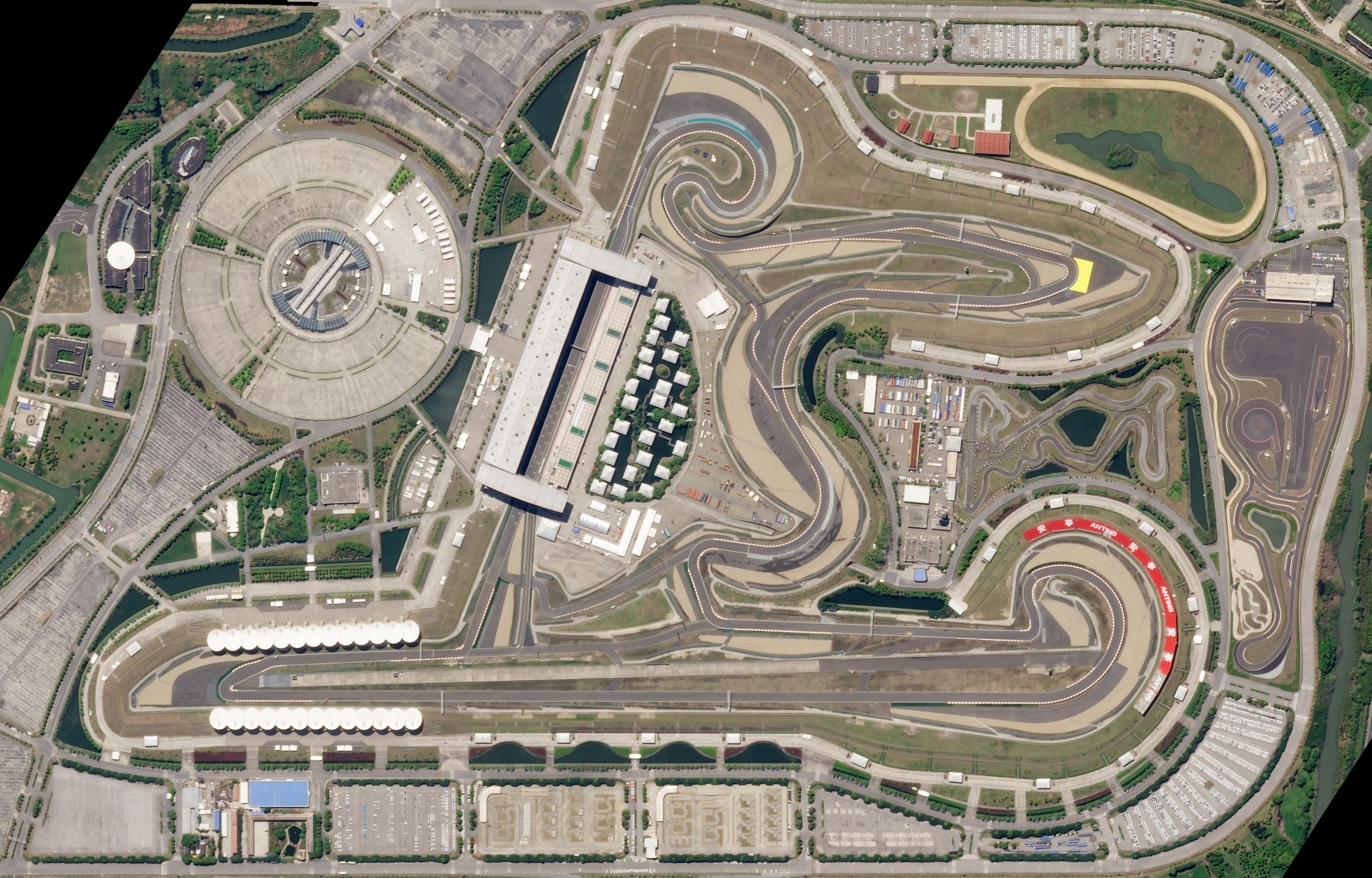
Image satellite du circuit tel qu'il était en avril 2018.

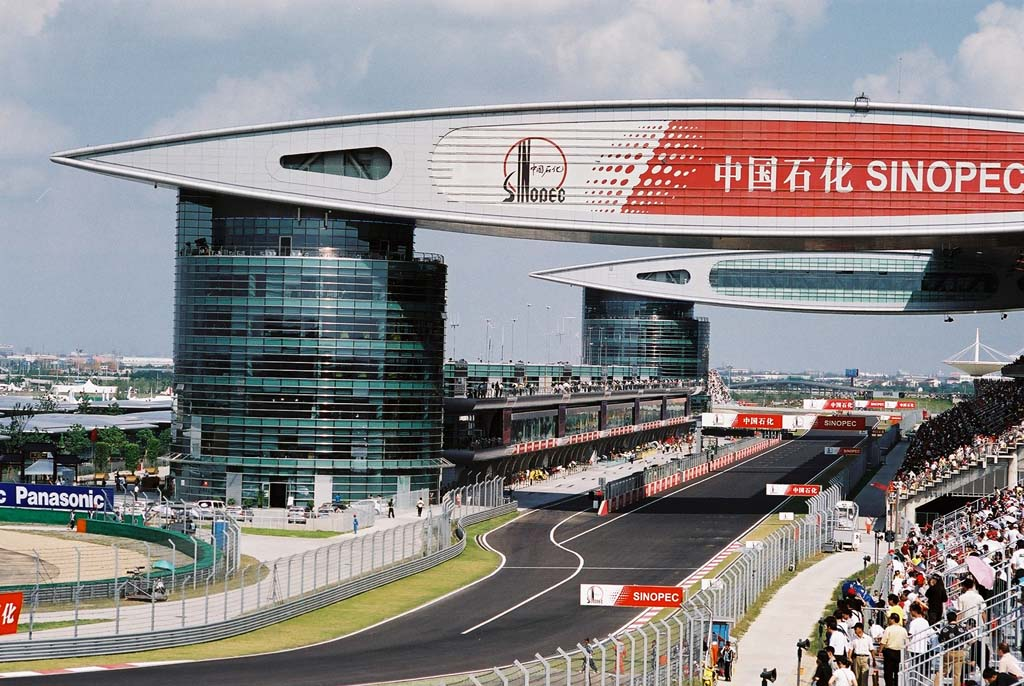
Le circuit international de Shanghai.

### Historique
| Année | Vainqueur          | Écurie           | Résultats |
| ----- | ------------------ | ---------------- | --------- |
| 2004  | Rubens Barrichello | Ferrari          | Résultats |
| 2005  | Fernando Alonso    | Renault          | Résultats |
| 2006  | Michael Schumacher | Ferrari          | Résultats |
| 2007  | Kimi Räikkönen     | Ferrari          | Résultats |
| 2008  | Lewis Hamilton     | McLaren-Mercedes | Résultats |
| 2009  | Sebastian Vettel   | Red Bull         | Résultats |
| 2010  | Jenson Button      | McLaren          | Résultats |
| 2011  | Lewis Hamilton     | McLaren          | Résultats |
| 2012  | Nico Rosberg       | Mercedes         | Résultats |
| 2013  | Fernando Alonso    | Ferrari          | Résultats |
| 2014  | Lewis Hamilton     | Mercedes         | Résultats |
| 2015  | Lewis Hamilton     | Mercedes         | Résultats |
| 2016  | Nico Rosberg       | Mercedes         | Résultats |
| 2017  | Lewis Hamilton     | Mercedes         | Résultats |
| 2018  | Daniel Ricciardo   | Red Bull         | Résultats |
| 2019  | Lewis Hamilton     | Mercedes         | Résultats |
| 2024  | Max Verstappen     | Red Bull         | Résultats |
| 2025  | Oscar Piastri      | McLaren          | Résultats |

### Classement des pilotes par nombre de victoires
| Nombre de victoires                                      | Pilote             | Années                                    |
| -------------------------------------------------------- | ------------------ | ----------------------------------------- |
| 6 victoires                                              | Lewis Hamilton     | - 2008 - 2011 - 2014 - 2015 - 2017 - 2019 |
| 2 victoires                                              | Fernando Alonso    | - 2005 - 2013                             |
| 2 victoires                                              | Nico Rosberg       | - 2012 - 2016                             |
| 1 victoire                                               | Rubens Barrichello | 2004                                      |
| 1 victoire                                               | Michael Schumacher | 2006                                      |
| 1 victoire                                               | Kimi Räikkönen     | 2007                                      |
| 1 victoire                                               | Sebastian Vettel   | 2009                                      |
| 1 victoire                                               | Jenson Button      | 2010                                      |
| 1 victoire                                               | Daniel Ricciardo   | 2018                                      |
| 1 victoire                                               | Max Verstappen     | 2024                                      |
| 1 victoire                                               | Oscar Piastri      | 2025                                      |
| Mise à jour après le Grand Prix automobile de Chine 2025 |                    |                                           |

### Classement des écuries par nombre de victoires
| Nombre de victoires                                      | Écurie   | Années                                    |
| -------------------------------------------------------- | -------- | ----------------------------------------- |
| 6 victoires                                              | Mercedes | - 2012 - 2014 - 2015 - 2016 - 2017 - 2019 |
| 4 victoires                                              | Ferrari  | - 2004 - 2006 - 2007 - 2013               |
| 4 victoires                                              | McLaren  | - 2008 - 2010 - 2011 - 2025               |
| 3 victoires                                              | Red Bull | - 2009 - 2018 - 2024                      |
| 1 victoire                                               | Renault  | 2005                                      |
| Mise à jour après le Grand Prix automobile de Chine 2025 |          |                                           |

## Record du tour
- Oscar Piastri en 1 min 30 s 641 (2025,  McLaren Racing)

## Galerie

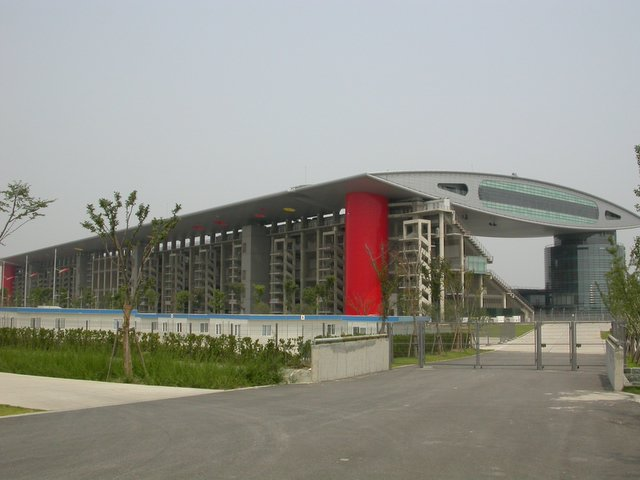
Extérieur de la tribune principale.
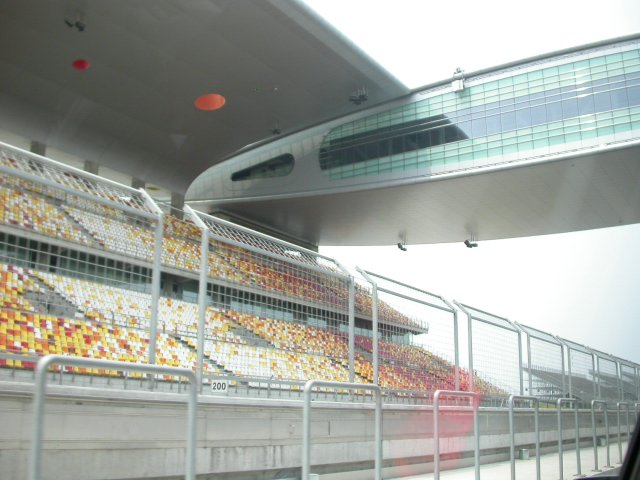
Tribune principale.
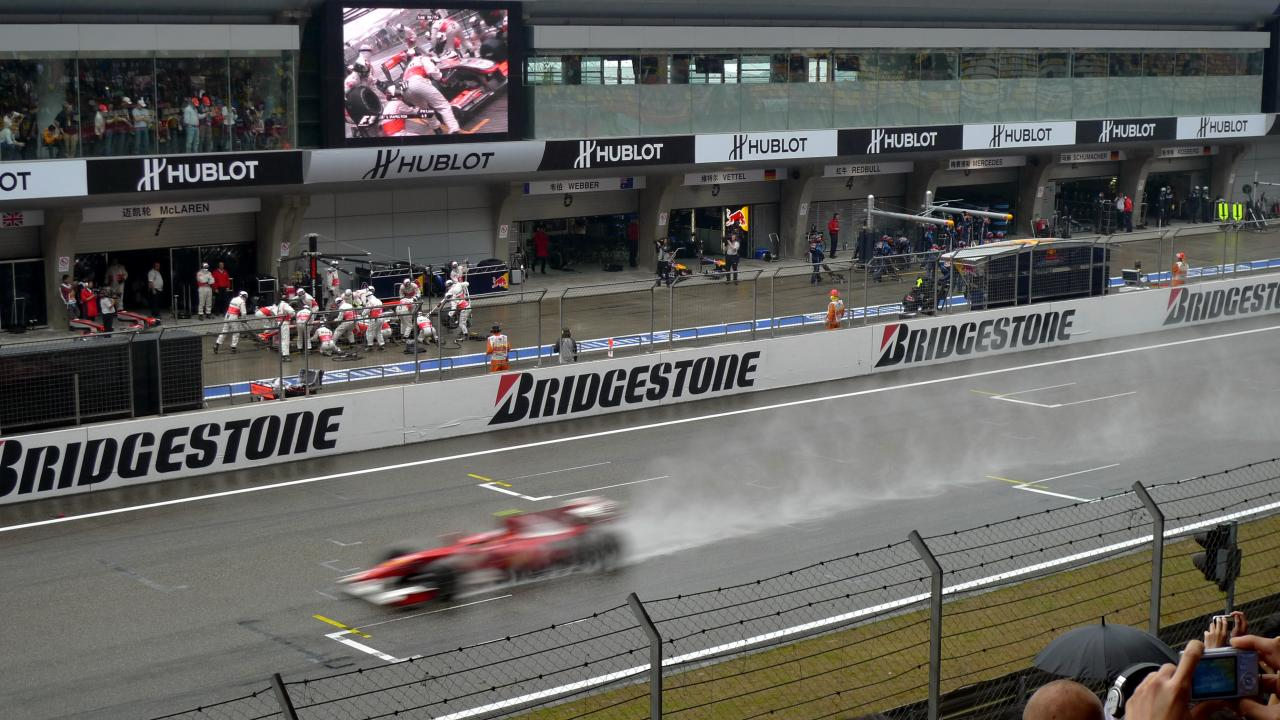
Vue depuis la tribune principale
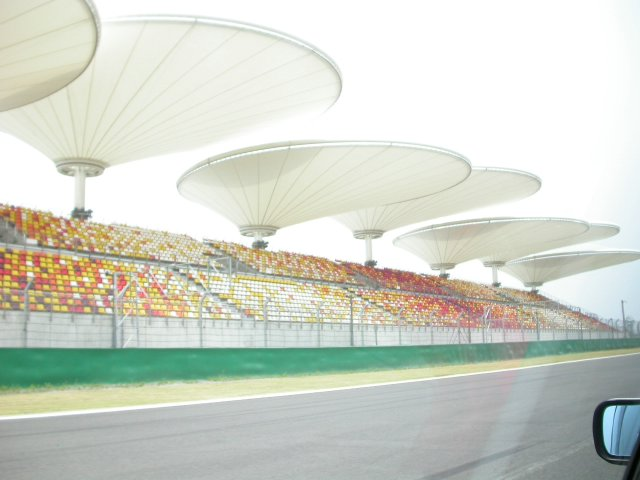
Tribunes couverte H et K
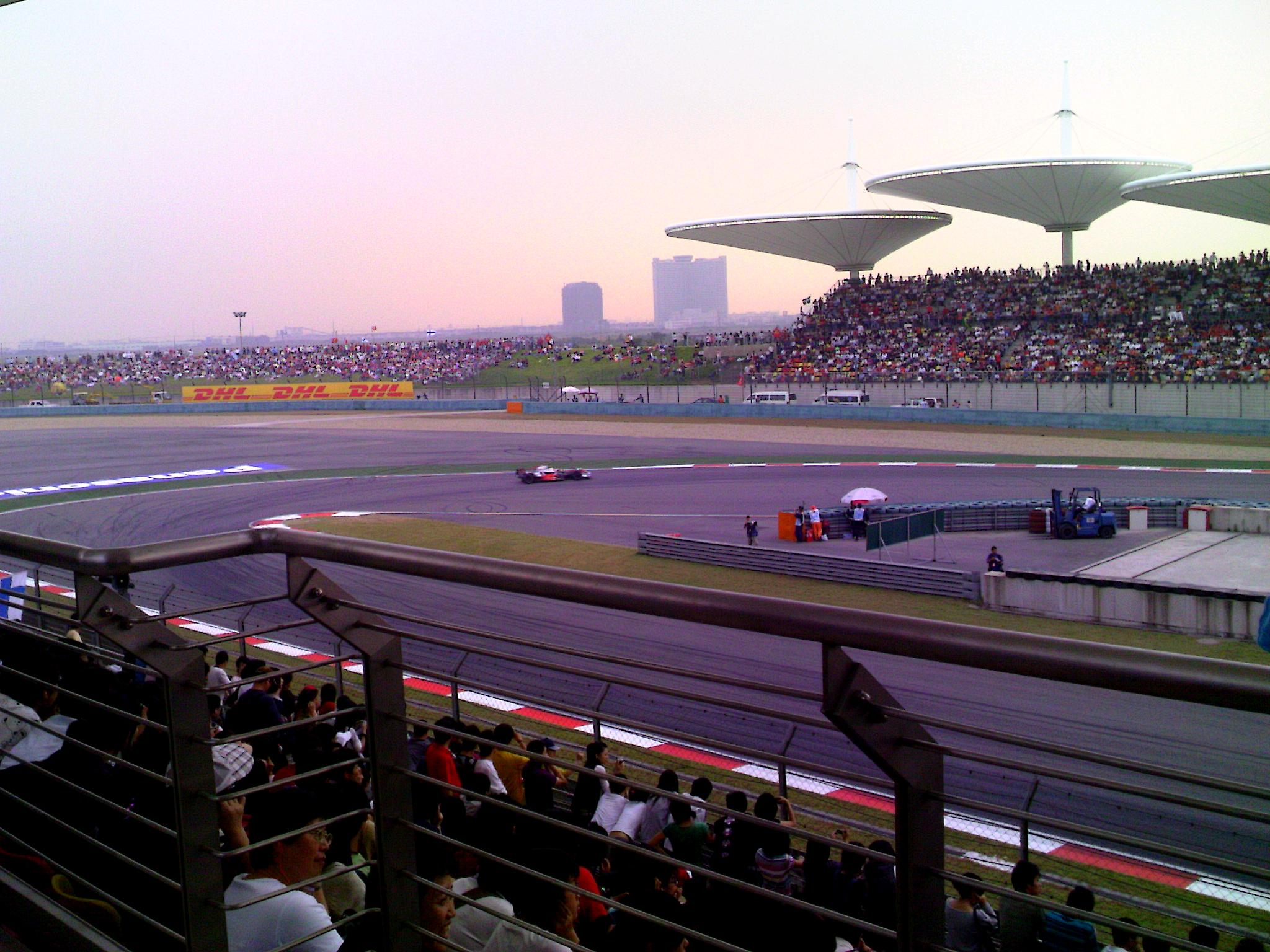
Tribunes couverte H et K
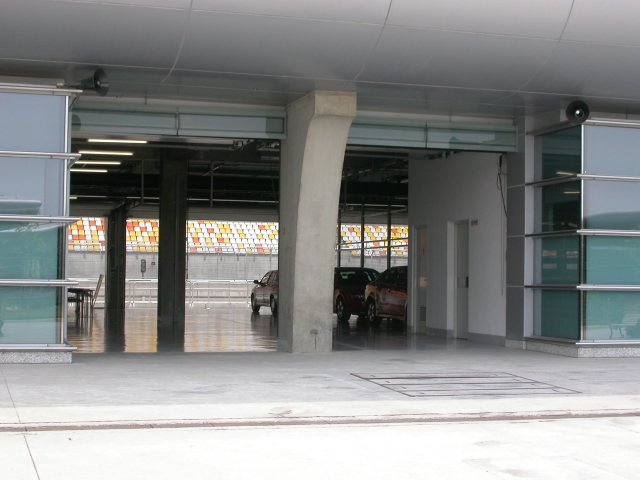
Stand